# Геологія Техасу

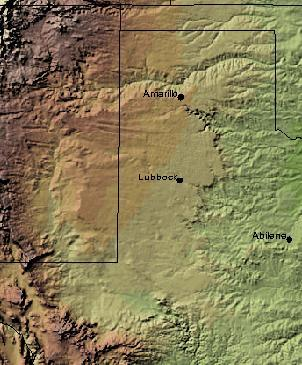
Рельєф Льяно-Естакадо на північному сході Техасу.

Геологічні структури Техасу різноманітні. Стратиграфія штату перебувала значною мірою під впливом морських трансгресивних-регресивних циклів під час фанерозоя, з невеликим, але значним внеском тектонічної активності кінця кайнозойської ери, а також періоду формування гірських масивів палеозойської ери.

## Загальна інформація
З південного заходу на північний схід, від Ювалде до Тексаркани по Техасу проходить низка розломів, розділяючи штат на дві частини. На південний схід від розлому верхні шари землі складаються в основному з пісковика і пластів глинистого сланцю, вік яких помітно зменшується ближче до лінії берега, що свідчить про те, що регресія триває з кінця мезозойської ери до теперішнього часу. Прибережні рівнини знаходяться над соляними куполами, які є частиною багатьох природних резервуарів нафти на території штату.
На північний захід від розлому знаходяться три плато: Стоктон, Едвардс і Команчі. Цей пласт земної поверхні було піднято на височину під час неогенового періоду. Дана територія в центральному Техасі, що простягається від округу Брюстер на схід до округу Бехар і річки Ред-Ривер, багата покладами крейди і вапняку. Вапняк є важливим як з економічної точки зору (використовується у виробництві цементу і безпосередньо як будівельний матеріал), так і з екологічної — пористий вапняк в горбистій місцевості центрального Техасу утворює гігантський резервуар для води, що має назву Едвардс. Цей резервуар є джерелом води для мільйонів рослин, тварин і людей в Техасі.
Майже в самому центрі цих крейдяних порід знаходиться височина Льяно, що складається з гнейсу, сланців та граніту докембрійського періоду, оточених палеозойськими осадовими породами. Граніт видобувається для будівництва, крім того, тут знаходиться одна з визначних пам'яток центрального Техасу — гранітна скеля Енчантед рок.
Від Сан-Саба на північ до Чилдресса, і від Вічита-Фолс на сході до Біг-Спрінг на заході, поверхня складається з морських відкладів пізнього палеозою (пенсильванський період) і почала мезозою (тріасовий період). Ці шари молодшають зі сходу на захід, поки вони не перекриваються теригенними породами підземного резервуару Огаллала, що утворилися в періоди міоцену і пліоцену. Ці пізньокайнозойські відклади домінують на території техаського виступу.
Геологія на заході Техасу, ймовірно, є найскладнішою в штаті. На даній території поєднуються породи крейдового і пенсильванського періоду і конгломерат четвертинного періоду. З південного сходу на північний захід по всьому регіону, від парку Біг-Бенд до Ель-Пасо, проходить серія розломів. Є також великі області вулканічних порід. Гори Марафон на північний схід від національного парку Біг-Бенд становлять особливий інтерес для геологів, у розломах і місцях ерозії спостерігаються залишки стародавньої гірської гряди, створеної тим же процесом горотворення, який привів до створення гір Уошито і Аппалачі.

## Історичні дані

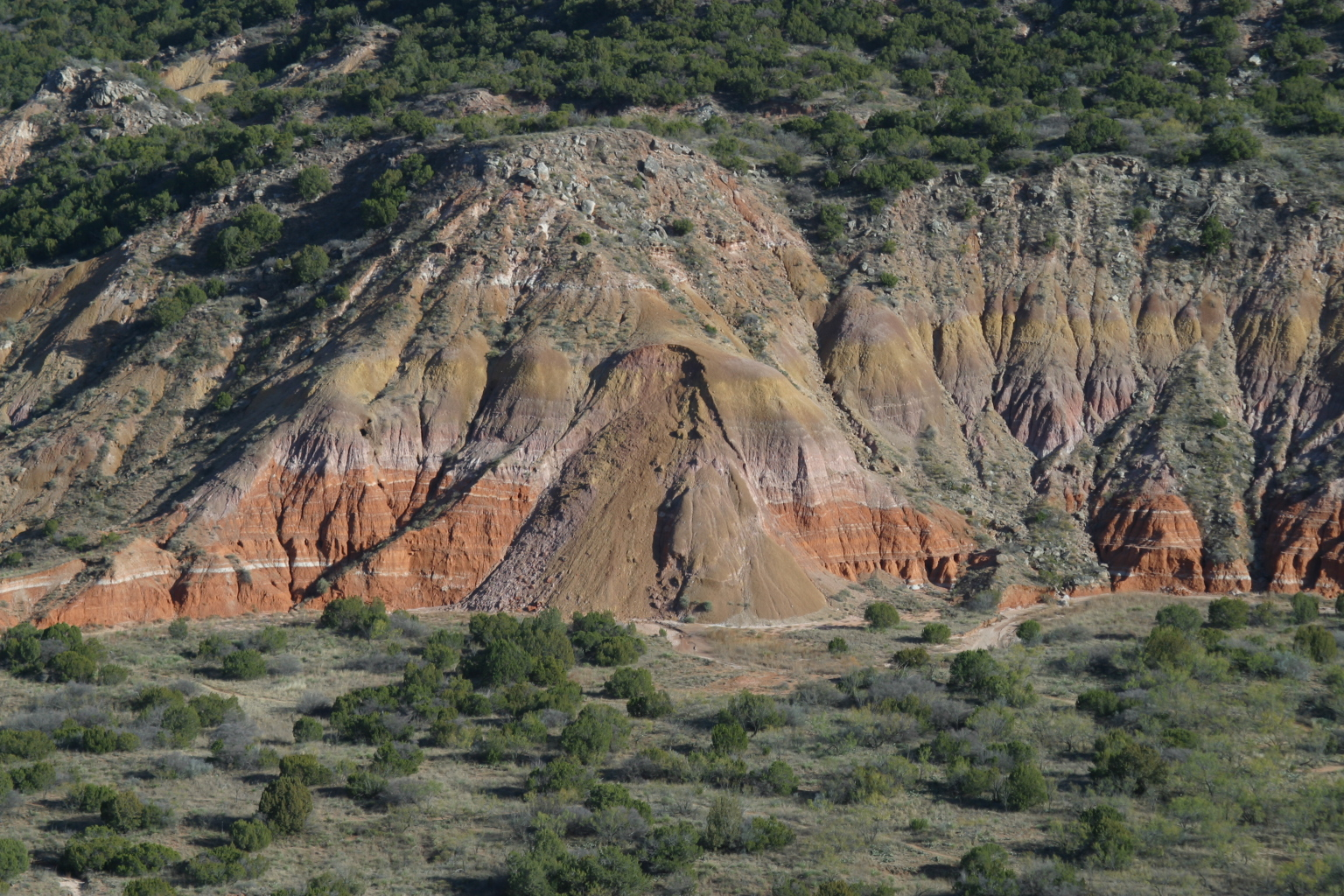
Зсув у каньйоні Пало-Дуро в 2002 році.

Докембрійські метаморфічні та магматичні породи височини Льяно швидше за все утворилися в мезопротерозойського еру горотворення Гренвілл, яке було частиною появи суперконтиненту Родинія. З часом гори Гренвілл зазнали ерозії і їхні вершини стали плоскими, а згодом, у період мезозою і палеозою, вкрилися відкладами, які залишалися незмінними до недавніх часів.
Палеозойські породи в Техасі, як правило, є карбонатами. На заході присутня значна кількість кембрійського пісковика, а деякі ділянки займають сланцеві товщі девону і періоду міссісіпі. Гори Уошито утворилися по території всього штату протягом пенсильванського періоду, що забезпечило додаткове джерело відкладів сланців і пісковиків, поряд з великою кількістю морських відкладів вапняку.
Породи пермського періоду є найбільш відомими в Техасі з епохи палеозою. Вони широко розповсюджені в північному Техасі, де їхні характерні червоні шари ефектно виглядають у каньйоні Пало-Дуро. На сході Техасу знаходяться шари, багаті нафтою (наприклад, у Мідленді та Одесі). Цей багатий нафтою регіон також відомий під назвою пермський басейн. Пермський Техас був покритий дрібними морями на заході, зі смугою випарів на схід і північ у Техаський виступ. Виступаючі експозиції пермських шарів розташовані в районі національного парку в горах Гуадалупе, геологія в якому привела до визначення кількох пермських стратотипів. Регіон є одним з найкращих у світі для вивчення пермського періоду. 
Шари раннього і середнього мезозою в цілому слабко представлені в Техасі. Ґрунти тріасового періоду представлені тільки пісковиками і сланцями в техаському виступі, а слідів юрського періоду на поверхні практично немає. Проте цим часом датується поява Мексиканської затоки з розколу південно-східної частини гір Уошито. Сольові відклади та морський вапняк під прибережними рівнинами є породами юрського періоду, під час якого формувалися перші мілководні моря.
Слідів пізнього мезозою набагато більше. Крейдяні породи широко розповсюджені як на поверхні, так і під прибережними рівнинами. Шари складаються з послідовностей масивного вапняку, що утворився коли весь регіон був занурений на дно внутрішніх морських шляхів протягом останньої морської трансгресії.
Західні внутрішні моря зникли з початком кайнозоя, який також залишив штрих на нинішній геології Техасу. Протягом цього часу сформовані сучасні прибережні рівнини, з глибшими відкладами (ймовірно, до 15 км в глибину на береговій лінії), що вплинули на поглиблення Мексиканської затоки.
Під час еоцену і олігоцену західний Техас був схильний до вулканічних вивержень, діяльність яких сформувала більшість сучасних рельєфів місцевості. Пізніше розтягнення земної кори створило ряд горст і грабенів, що чергуються, аналогічних провінції в західній частині США. Зростання Скелястих гір у пізньому кайнозої призвело до відкладення величезного осаду еродованих ґрунтів на схід від них, утворивши підземний резервуар води Огаллала, який охоплює більшу частину Техаського виступу. Створення більшості долин нинішніх річок і каньйонів штату відбувалося з часів плейстоцену по теперішній час, остаточно формуючи геологію штату.

## Економічні аспекти
Техас є одним з провідних штатів, які виробляють нафту з моменту відкриття нафтового родовища Спіндлтоп у 1901 році. Штат також виробляє уран. Останніми роками штат розпочав виробництво ртуті, срібла і міді.